# Brignolia bengal
Espèce
Brignolia bengal est une espèce d'araignées aranéomorphes de la famille des Oonopidae.

## Distribution
Cette espèce est endémique du Bengale-Occidental en Inde. Elle se rencontre dans le district de Darjeeling à 1 200 m d'altitude.

## Description
Le mâle holotype mesure 2,14 mm.

## Étymologie
Son nom d'espèce lui a été donné en référence au lieu de sa découverte, le Bengale.

## Publication originale
- Platnick, Dupérré, Ott & Kranz-Baltensperger, 2011 : The goblin spider genus Brignolia (Araneae, Oonopidae). Bulletin of the American Museum of Natural History, no 349, p. 1-131 (texte intégral).